# Heinz Bartheidel
Heinz Bartheidel (* 1. Oktober 1938 in Schleswig; † 21. Juni 2006 ebenda) war ein deutscher Politiker der CDU.

## Leben und Beruf
Nach Realschulabschluss und praktischer Ausbildung studierte Bartheidel, der evangelischen Glaubens war, an der Fachhochschule Hochbauingenieurwesen. Nach einem Jahr als Bauleiter nahm er ein Studium der Wirtschaftswissenschaften in Hamburg und Kiel auf, das er als Diplom-Volkswirt abschloss. Er war von 1978 bis 1990 Bürgermeister der Stadt Schleswig und später leitender Mitarbeiter einer Wohnungsbaugesellschaft.

## Abgeordneter
Bartheidel war von 1971 bis zum 19. Januar 1978 Landtagsabgeordneter in Schleswig-Holstein. Er vertrat den Wahlkreis Schleswig im Parlament. Sein Mandat legte er aufgrund des Gesetzes über die Unvereinbarkeit von Amt und Mandat nieder.

## Ehrungen
- 1986: Verdienstkreuz am Bande der Bundesrepublik Deutschland